# Bernard Brodie
Pour les articles homonymes, voir Brodie.
Bernard Brodie (20 mai 1910-24 novembre 1978) est un stratège militaire américain bien connu pour avoir établi les bases de la stratégie nucléaire. Connu comme le « Clausewitz américain », il est l'un des fondateurs de la stratégie de la destruction mutuelle assurée, et il essaya d'établir le rôle et la valeur des armes nucléaires après leur création.

## Théories
Historien et politiste de formation, Brodie s’est d’abord tourné vers la stratégie maritime à laquelle il a donné deux grands livres, Sea Power in the Machine Age (1941) et A Guide to Naval Strategy (1942). Bien qu’il ait présenté ces deux livres comme une simple mise à jour des théories de Mahan, leur portée est beaucoup plus vaste. Il s’agit, en fait, d’une théorie globale qui se signale par des jugements beaucoup moins dogmatiques que ceux du maître, sur la place de la guerre sur mer dans la stratégie générale et sur les moyens d’acquérir et de conserver la maîtrise de la mer. Brodie est le premier à véritablement théoriser la distinction entre les stratégies de maîtrise (sea control) et d’interdiction (sea denial), ces dernières étant mises en œuvre par la puissance la plus faible.
Dès 1945, Brodie se tourne vers la stratégie nucléaire à laquelle il donne son premier grand livre, The Absolute Weapon (1946). Il y développe l’idée que l’objectif de l’appareil militaire n’est plus désormais de gagner la guerre mais de l’empêcher, un échange nucléaire ne pouvait être que catastrophique, aussi bien pour le vainqueur que pour le vaincu. Brodie travaille en étroites relations avec les forces armées américaines, notamment l’US Air Force à travers la RAND Corporation, et est associé à la définition des doctrines d’emploi. Au travers de ses nombreux ouvrages : Strategy in the Missile Age (1959), Escalation and Nuclear Option (1966), From Cross-Bow to H-Bomb (1966), War and Politics (1973) jusqu’à son article testament publié en 1976, il exerce une profonde influence, favorisant notamment le passage des représailles massives à la doctrine de la riposte graduée et théorisant, avec d’autres, la maîtrise des armements (arms control).

## Travaux
- Sea Power in the Machine Age. Princeton University Press, 1941 et 1943.
- A Layman’s Guide to Naval Strategy. Princeton University Press, 1942.
- The Absolute Weapon: Atomic Power and World Order. (éditeur et contributeur), Harcourt, 1946.
- Strategy in the Missile Age. Princeton University Press, 1959.
- From Cross-Bow to H-Bomb. Dell, 1962; Indian University Press (rev. ed.), 1973.
- Escalation and the Nuclear Option, Princeton University Press, 1966.
- Bureaucracy, Politics, and Strategy, University of California, 1968 (avec Henry Kissinger).
- The Future of Deterrence in U.S. Strategy, Security Studies Project, University of California, 1968.
- War and Politics. Macmillan, 1973.
- A Guide to the Reading of "On War". Princeton University Press, 1976.

## Récompenses
- Carnegie fellow, Institute for Advanced Study, 1941
- Carnegie Corp. Reflective year fellowship in France, 1960-61

## Source
- (en) Cet article est partiellement ou en totalité issu de l’article de Wikipédia en anglais intitulé « Bernard Brodie » (voir la liste des auteurs).